# The Liberator
The Liberator é uma prensa de bloco de terra comprimida (BTC) de alto desempenho, desenvolvida pela Open Source Ecology.
Em testes, a prensa foi capaz de produzir 6 tijolos por minuto com controle manual. Seu limite teórico é de 12 tijolos por minuto com controles automáticos.
Um aspecto marcante desta prensa é o modelo de comercialização adotado pela empresa que a criou. Não visar o lucro é um dos motivos pelos quais a Open Source Ecology pode vender The Liberator por um preço de 6 a 10 vezes menor que o de prensas comerciais equivalentes. Além disso, todo o projeto da prensa é de código aberto, de modo que qualquer outra empresa ou pessoa pode fabricar réplicas (ou variações) desta prensa sem pagar royalties.